# Artur Szalpuk
Artur Kacper Szalpuk (Olsztyn, 20 de março de 1995) é um voleibolista profissional polonês, com alcance de 350 cm no ataque e 335 cm no bloqueio, medalhista de ouro no Campeonato Mundial sediado na Itália e Bulgária em 2018.

## Carreira
Em 2008 foi revelado nas categorias de base do MKS MDK Warszawa e jogou neste até 2013.Em 2013 começou atuar pelo AZS Politechnika Warszawska e neste permaneceu até 2015; ainda em 2013 conquistou a medalha de prata na edição do Festival Olímpico Europeu  da Juventude sediado em Utrecht e também na edição do Campeonato Europeu Sub-19  realizado na Bósnia-Sérvia e  disputou o Campeonato Mundial Infantojuvenil de 2013 realizado nas cidades mexicanas de Tijuana e Mexicalie nesta utilizou a camisa #10, conquistando a medalha de bronze.
Em 2 de abril de 2015 foi convocado para o elenco principal da Seleção Polonesa pelo técnico Stephane Antiga, disputando a primeira edição dos Jogos Europeus sediado em Baku, alcançando as semifinais e concluindo na quarta posição, na sequência estreou na Liga Mundial do mesmo ano, na fase intercontinental conta a Seleção Estadunidensem ainda conquistou nesta temporada a medalha de bronze na Copa do Mundo do Japão. 
De 2015 a 2016 representou o Cerrad Czarni Radom.Na temporada 2016-17 estava atuando pelo PGE Skra Bełchatów.Se transferiu para o Trefl Gdańsk na temporada 2017-18, conquistando o terceiro lugar na Liga A Polonesa, os títulos da Supercopa e da Copa da Polônia.
Em 2018 foi convocado para seleção principal para disputar a edição do Campeonato Mundial de 2018 na Itá-lia e Bulgária, e conquistou o título, retornando ao PGE Skra Bełchatów para as competições do período esportivo de 2018-19.

## Títulos e resultados
- Jogos Europeus: 2015[1]
- Liga A Polonesa: 2017-18[9]
- Supercopa Polonesa: 2018[9]
- Copa da Polônia: 2017-18[9]